# Love Is Blindness
Love Is Blindness è la dodicesima e ultima traccia dell'album Achtung Baby degli U2, pubblicato nel 1991.

## Storia
La canzone è stata scritta tra la registrazione dell'album Rattle and Hum e le tappe australiane del Lovetown Tour del 1989. Bono descrisse l'assolo di chitarra di The Edge come "una preghiera molto più eloquente di quanto lui avrebbe mai potuto scrivere".
Il testo parla dell'amore cieco di un terrorista verso la propria ideologia, che è tale in quanto omicida e distruttivo. Il testo è fortemente influenzato dall'attentato di Enniskillen dell'8 novembre 1987, citato da Bono nella versione di Sunday Bloody Sunday presente sul film Rattle and Hum ( "Voglio dirvi una cosa: sono stanco degli irlandesi in America che non tornano al loro paese da venti, trent'anni, e che vengono da me a parlare di Rivoluzione; della gloria della Rivoluzione, della gloria nel morire per essa. Che si fotta la Rivoluzione! Dov'è la gloria nel prelevare un uomo dal suo letto e freddarlo di fronte alla moglie e ai bambini? Dov'è la gloria in tutto ciò? Dov'è la gloria nel fare un attentato alle celebrazioni del Remembrance's Day, in cui vecchi pensionati tirano fuori per l'occasione le loro medaglie spolverate? Dov'è la gloria in tutto ciò? Nel lasciarli morenti, o storpi per il resto della loro vita, o morti sotto le macerie di una rivoluzione che la maggior parte della gente del mio paese non vuole..." ).

## Esecuzioni dal vivo
Love Is Blindness è stata spesso l'ultima o la penultima canzone eseguita dal vivo durante lo ZooTV Tour e delle immagini raffiguranti un cielo notturno venivano proiettate sugli schermi. The Edge utilizza una Gibson Les Paul Custom sia nella versione studio che in quella dal vivo, più estesa però della prima per via dell'assolo di chitarra. Nel DVD Zoo TV: Live from Sydney Bono è travestito da MacPhisto e danza con una ragazza presa dal pubblico. Non è stata più eseguita live fino al 1º marzo 2006, a Buenos Aires, durante il Vertigo Tour.

## Formazione

### U2
- Bono - voce
- The Edge - chitarra
- Adam Clayton - basso
- Larry Mullen Jr. - batteria, percussioni

### Altri musicisti
- Brian Eno - tastiere

## Cover
Nel 1999 i Bluvertigo registrano negli studi di Radio Capital una loro versione del pezzo che poi inseriscono nel cd singolo de La Crisi come traccia numero 3.
Nel 2011 Jack White ha inciso una cover del brano, pubblicata all'interno dell'album tributo AHK-toong BAY-bi Covered. Questa cover fa inoltre parte della colonna sonora del remake del 2013 de Il grande Gatsby.